# Racisme

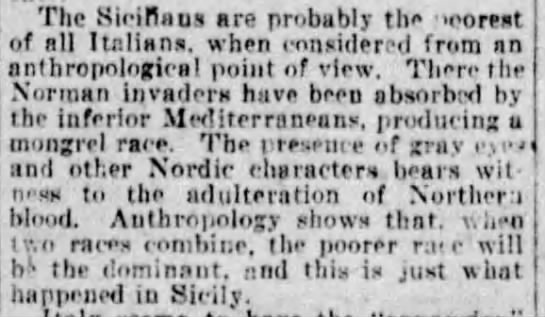
Anonieme brief uit 1919 tegen Sicilianen aan de Engelse krant Evening Sun met de racistische bewering dat bij vermenging van rassen het vermeende slechtere ras de overhand zou krijgen

Racisme is de opvatting of doctrine dat er menselijke rassen te onderscheiden zijn met daaraan gerelateerde verschillen in karaktereigenschappen, fysieke capaciteiten en/of geestelijke vermogens. Wanneer voor het ene ras andere maatstaven gelden dan voor het andere, is er sprake van rassendiscriminatie. De term racisme heeft een zeer negatieve lading, want het wordt in verband gebracht met o.a. de massamoorden op Joden door de nazi's. De nazi-politiek beschouwde Joden als een ras met daaraan verbonden uiterlijke kenmerken.

## Geschiedenis
In de oudheid waren vele volkeren etnocentrisch: zij beschouwden andere volkeren – meer op culturele dan op raciale gronden – als barbaren. In de middeleeuwen kwam racisme op basis van huidskleur al meer voor. Een bekend voorbeeld uit die tijd, waarin juist níet op huidskleur beoordeeld wordt, is terug te vinden in de Middelnederlandse roman Moriaen. Er is geen andere middeleeuwse ridderroman bekend die weigert te discrimineren op huidskleur. De tekst luidt als volgt:
Hi was al swart, ic seg u hoe: sijn hooft, lichame ende hande was al swart, sonder sine tande; ende wapine ende schilt, sekerlijc, was al enen moor gelijc. Ende alse swart alse een raven.

Doe was die swarte ridder blide ende scoet ane Lanceloets side, ende ontdecte sijn hooft aldaer, dat pecswart was openbaer.

Het was die sede vanden lande: Moren zijn swart alse brande. Maer datmen an ridders soude prisen, haddi al so score na sire wisen.

Al was hi swart, wat scaedde dat?— onbekend, Moriaen
Vrije vertaling: Hij was al zwart, ik zeg u hoe: zijn hoofd, lichaam en handen waren zwart, behalve zijn tanden. Ook zijn wapen en schild waren met zekerheid zwart, zo zwart als een Moor en als een raaf. De zwarte ridder snelde toe aan Lancelots zij en ontblootte zijn hoofd aldaar, dat pekzwart bleek te zijn. Het was de gewoonte in zijn land: Moren zijn zwart als houtskool. Maar alles wat men aan ridders zou kunnen prijzen, had hij op zijn manier beeldschoon. Al was hij zwart, wie schaadt hij daarmee?
In de negentiende eeuw ontstonden natuurwetenschappelijke rassentheorieën onder meer door uitwerking van bepaalde inzichten uit de evolutietheorie. Men meende dat bepaalde rassen een natuurlijk recht hadden op een hogere positie en dat het zogenaamd superieure blanke ras door vermenging met andere rassen dreigde te verzwakken en ten onder te gaan. Sommigen wilden dat bestrijden door middel van eugenetica. In de negentiende eeuw werd de racistische theorie vaak gebruikt als rechtvaardiging voor kolonialisme; er werd beweerd dat blanken het morele recht hebben om landen met een niet-Europese bevolking te overheersen.

## Oorsprong en definities van de term

### Oorsprong terminologie
De term "racisme" is Frans in oorsprong. Hij duikt voor het eerst op in 1892 in de roman Jean Révolte, geschreven door de rechtsextremististische journalist Gaston Méry. In zijn roman ontvouwde hij uit de mond van zijn hoofdpersonage, zijn theorie, genaamd Le racisme, die de veronderstelde superioriteit van de zuivere Galliërs / Kelten, die vooral het noorden van Frankrijk bewoond hadden, prees. Tegelijkertijd keurde hij de onzuiverheid af van het Zuiden van Frankrijk (le Midi) met zijn Latijnse invloeden (die hij met het Jodendom vergeleek).

### Definities
Het Van Dale woordenboek omschrijft racisme als: "opvatting dat mensen met een bepaalde huidskleur beter zouden zijn dan mensen met een andere kleur, gebruikt als rechtvaardiging om mensen met een andere kleur slecht te behandelen."
Volgens het Internationaal Verdrag inzake de uitbanning van alle vormen van rassendiscriminatie betekent raciale discriminatie: "elke vorm van onderscheid, uitsluiting, beperking of voorkeur op grond van ras, huidskleur, afkomst of nationale of etnische afstamming die ten doel heeft de erkenning, het genot of de uitoefening, op voet van gelijkheid, van de rechten van de mens en de fundamentele vrijheden op politiek, economisch, sociaal of cultureel gebied, of op andere terreinen van het openbare leven, teniet te doen of aan te tasten, dan wel de tenietdoening of aantasting daarvan ten gevolge heeft."
De laatste definitie maakt dus geen onderscheid tussen discriminatie op grond van ras of op grond van etniciteit. Het onderscheid tussen beide begrippen blijkt ook voor antropologen een onderwerp van debat.

## Inleiding
Racisme is een vorm van exceptionalisme die moeilijk te definiëren is gebleken, en de aard hiervan is in de sociale wetenschappen dan ook betwist. In algemene zin betekent racisme dat leden van een bepaald ras zich superieur achten aan leden van een ander ras. Meestal is etniciteit onderdeel van de definitie. Een brede definitie is dat racisme elke praktijk is die, al dan niet opzettelijk, een raciale of etnische minderheid uitsluit van de volledige rechten, mogelijkheden en verantwoordelijkheden waarover de meerderheid wel beschikt. In engere zin wordt het wel gelijkgesteld aan xenofobie (angst voor vreemdelingen) of etnocentrisme.
Een van de problemen is dat elke antiracistische benadering zijn eigen onbenoemde intenties heeft en daarmee een eigen model vormt. Zoals bij elk model, wordt de complexiteit van de werkelijkheid hierbij teruggebracht door reductionisme. Zo is er de benadering dat racisme ontstaat uit economische of politieke structuren, terwijl een andere benadering de verspreiding van ideologieën als doorslaggevende factor ziet. Een belangrijk verschil is of iemand zelf slachtoffer is van racisme, of juist deel uitmaakt van de dominante cultuur. Het idee dat racisme een quasi-psychopathologisch symptoom is, is grotendeels verlaten door de psychologie. Naast sociale en economische factoren, is er echter ook een psychologische factor en uit racisme zich als houdingen en praktijken die expliciet vijandig en denigrerend zijn ten opzichte van mensen die tot een vermeend ander ras zouden behoren.
Een ander onderscheid is dat tussen alledaags racisme en racisme als ideologie of wetenschappelijk racisme. Daarnaast is er de rassenleer, het idee dat de menselijke soort in biologisch verschillende rassen verdeeld kan worden, in 1897 verwoord door W.E.B. Du Bois als: "At all times, however, they have divided human beings into races, which, while they perhaps transcend scientific definition, nevertheless, are clearly defined to the eye of the Historian and Sociologist." Du Bois was een racialist en zag raciaal onderscheid nog als zinvol.
Hoewel raciaal onderscheid biologisch niet volledig betekenisloos is, is dit in veel gevallen een onnauwkeurige omschrijving, zoals Charles Darwin al vermoedde: It may be doubted whether any character can be named which is distinctive of a race and is constant. Er zijn geen genetisch pure bevolkingsgroepen en afkomst is hiervoor een betere benadering: Ancestry, then, is a more subtle and complex description of an individual's genetic makeup than is race. This is in part a consequence of the continual mixing and migration of human populations throughout history. Because of this complex and interwoven history, many loci must be examined to derive even an approximate portrayal of individual ancestry.
Uiteindelijk zijn de individuele begrippen echter van groter belang.
Naast de verschillende gezichtspunten die van invloed kunnen zijn op de definitie, is racisme ook geen statisch fenomeen, maar is het met de tijd en plaats veranderd: "While it would be absurd to deny racism’s very deep roots in Western culture, extending back to the Middle Ages, it would be equally absurd, and unduly pessimistic, to see it as somehow a fixed, unchanging phenomenon. Elizabethan ‘racism’ was different from 18th century ‘racism’ and both were fundamentally different from late 19th century ‘Scientific Racism’." De complexiteit van het onderwerp maakt dan ook dat korte beperkte definities als prejudice + power = racism misleidend zijn en tot oversimplificatie leiden. Simplistische pogingen om racisme te scheiden van niet-racisme en racisten van niet-racisten dragen niet bij aan het academische en publieke debat.

## Vormen van racisme

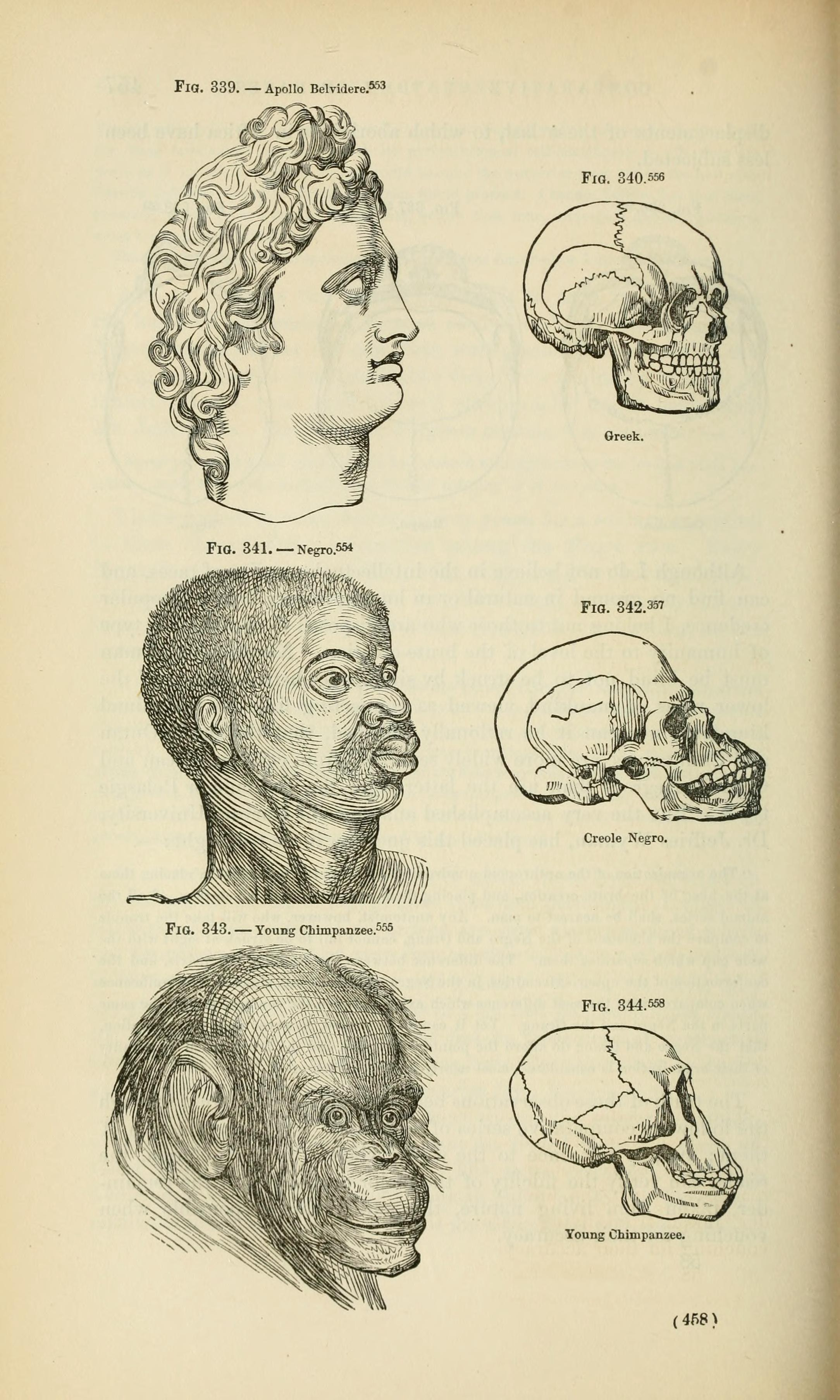
In deze prent met hoofden en schedels wordt de suggestie gewekt dat zwarte mensen lager op de evolutionaire ladder staan, 1854, 1868

### Biologisch racisme
Charles Darwin, de grondlegger van de evolutietheorie, ging uit van de fundamentele biologische gelijkheid van verschillende bevolkingsgroepen. Niet zelden beroepen personen met racistische ideeën zich niettemin op een wetenschappelijke onderbouwing van hun denkbeelden. Biologisch racisme is racisme op basis van biologische kenmerken, zoals echt of vermeend ras.
Het blanke ras werd door de blanken zelf biologisch als de hoogste evolutionaire vorm van de mens aangemerkt. Daaronder kwamen de Arabieren, Japanners en Chinezen, die weliswaar een rijke traditie hadden, maar in technische vooruitgang door de blanken waren voorbijgestreefd. Op de laagste treden bevonden zich Indianen en zwarten. Joden vormden volgens antisemieten op grond van het vervalste verslag van de Protocollen van de wijzen van Sion een aparte categorie. Hierin werden ze beschreven als tegenstrevers die de wereld trachtten te regeren vanuit de schaduw, als moordenaars van Jezus Christus of als parasieten die hardwerkende burgers hun zuurverdiende geld trachtten af te troggelen. De vermeende biologische elementen (zwart haar, kromme neus, bochel) werden hier opzettelijk vermengd met religieus/cultureel racisme.

### Wetenschappelijk racisme
Wetenschappelijk racisme is de pseudowetenschap die racisme rechtvaardigde op basis van superioriteit en erfelijkheid. In Europa was sociale ongelijkheid bij geboorte alom aanwezig en daarbij was huidskleur niet onderscheidend. In de koloniën van Europese mogendheden hing ongelijkheid wel samen met huidskleur en werd dit een van de onderscheidende factoren.
Het idee van superioriteit werd uitgedragen door de grote filosofen van de verlichting, zoals Hume, Kant en Hegel, al ondervonden deze ook kritiek van onder meer Georg Forster die op de tweede reis van James Cook was mee geweest. De filosofen namen daarbij de tegenstrijdige positie in door enerzijds het universalisme uit te dragen dat de ene groep niet exceptioneel is ten opzichte van de andere en anderzijds een hiërarchische rassenindeling te kunnen maken zonder contact te hebben gehad met Afrikanen. Hegel verweet Afrikanen een ongeïnteresseerde kinderlijkheid en wist de schuld van hun slaaf zijn zo bij henzelf neer te leggen. Ook Thomas Jefferson was als een van de opstellers van de Amerikaanse Onafhankelijkheidsverklaring een groot voorstander van ideeën als dat alle mensen gelijk geschapen zijn en van burgerlijke vrijheden, maar vermoedde tegelijkertijd als slavenhouder dat de Afrikanen inferieur waren.

### Classificatie

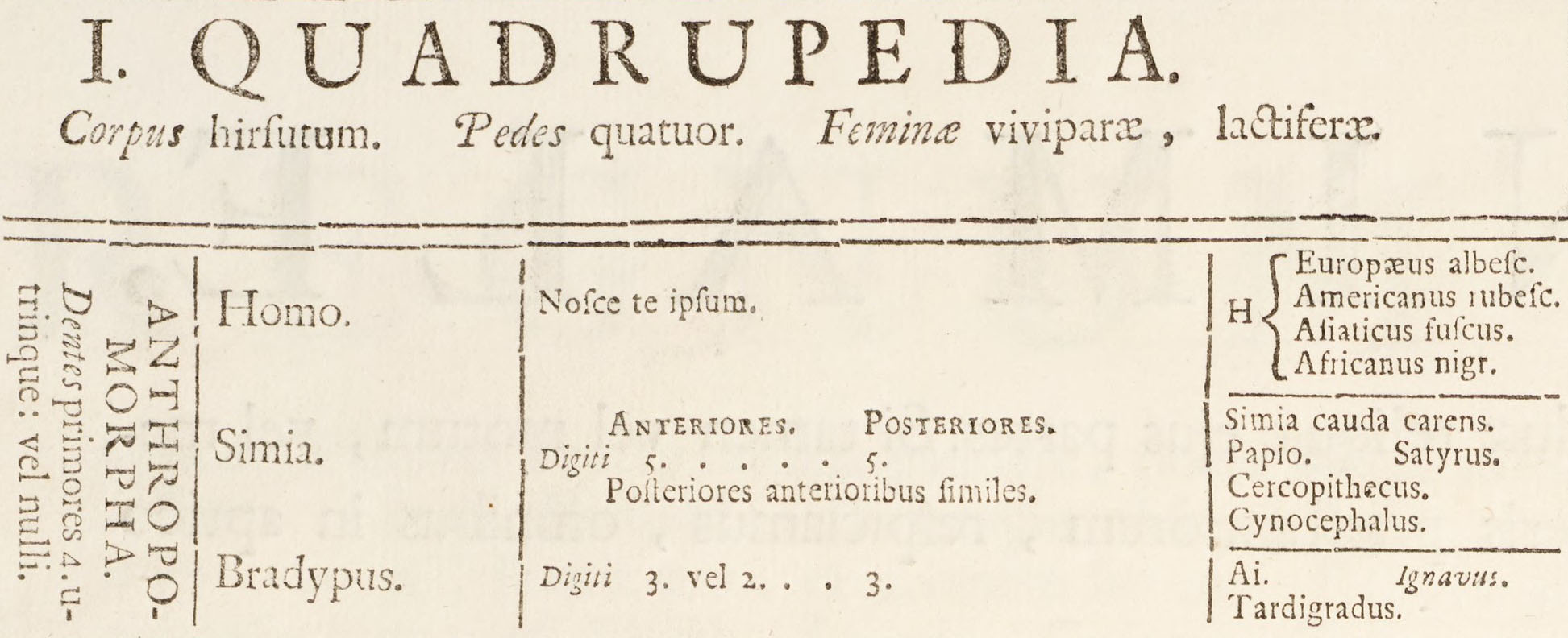
De vier mensensoorten volgens Linnaeus in 1735

Classificatie in de academische wereld werd ondanks de mogelijke conflicten met het christendom lange tijd gedomineerd door het aristotelisme. Het bood systematische en veelomvattende verklaringen voor vooral de fysische wereld. De wetenschappelijke methode kreeg echter in de Moderne Tijd steeds meer navolging en dat gold ook voor de natuuronderzoekers. De aloude indeling van Aristoteles hield lang stand, al waren er vernieuwingspogingen. De belangrijkste daarvan was de taxonomie van Carl Linnaeus. Deze publiceerde in 1735 Systema naturae waarin hij de natuur indeelde in klassen, ordes, geslachten en soorten. Ook de mens kwam als het geslacht Homo aan bod en werd verdeeld in vier soorten, niet op alfabetische volgorde: H. Europaeus albesc., H. Americanus rubesc., H. Asiaticus fuscus en H. Africanus nigr.. In de tiende druk van 1758 gaf Linnaeus naar Hippocrates' temperamentenleer elke soort ook een temperament, de Amerikaan cholericus, de Europeaan sanguineus, de Aziaat melancholicus en de Afrikaan phlegmaticus. Amerikanen zouden geleid worden door gewoonten, Europeanen door rites, Aziaten door meningen en Afrikanen door willekeur. Buffon wijdde in Histoire naturelle uit 1749 een lang essay aan de variëteit onder mensen en maakte daarbij onderscheid tussen vier rassen, net als Linnaeus op geografische gronden. Buffon was degene die de aandacht van de Lumières verschoof naar een aparte wetenschap gericht op de mens, daarbij ingaand tegen de heersende religieuze opvattingen.

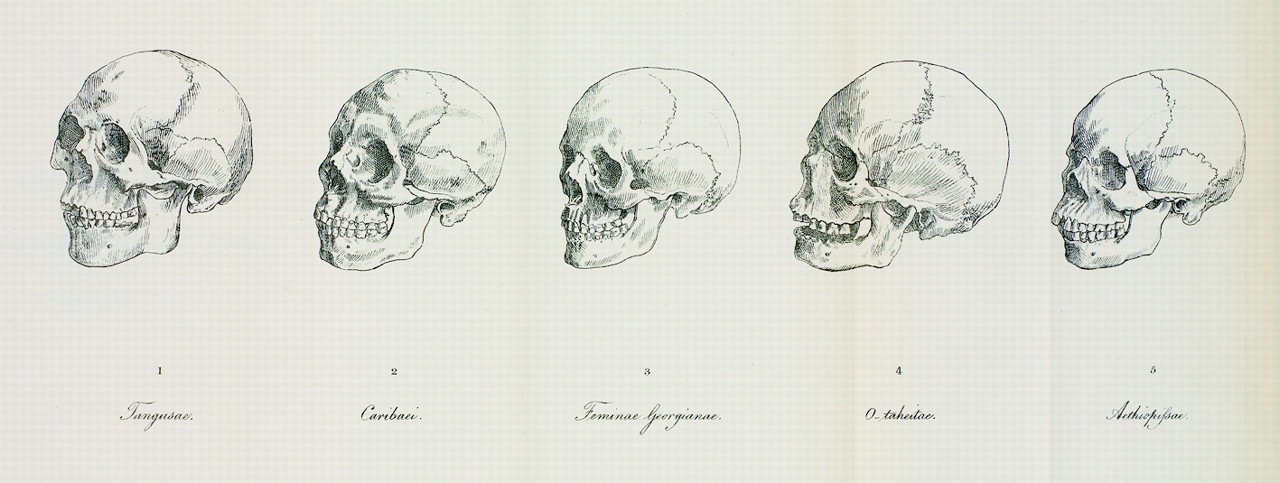
De vijf rassen volgens Blumenbach in de derde druk uit 1795 van De generis humani varietate nativa:
Tungusae, Caribaei, Feminae Georgianae, O-taheitae en Aethiopissae

Lange tijd zou de classificatie van Johann Friedrich Blumenbach van grote invloed zijn. Hij kwam in De generis humani varietate nativa uit 1775 net als Linnaeus op geografische gronden tot vier variëteiten, maar verschoof daarbinnen enkele volkeren. De West-Aziaten, Noord-Afrikanen, Lappen en Eskimo's vielen onder Europa, al vielen de laatste twee in de derde druk onder Azië. Op basis van de tweede reis van James Cook kwam hij in 1779 in Handbuch der Naturgeschichte tot vijf rassen, naast het Kaukasische, het Mongoloïde, het Ethiopische en het Amerikaanse ras ook het Maleise ras. Deze onderverdeling zou ook samenhangen met de verschillende manieren van voedselproductie, namelijk landbouw, visserij, jacht en veeteelt. Net als Buffon hing Blumenbach de degeneratietheorie aan die stelde dat alle rassen dezelfde oorsprong hadden, maar dat er door klimatologische omstandigheden bij de niet-Europeanen degeneratie was opgetreden.
Naast classificeren werd er binnen de natuurlijke historie ook gehiërarchiseerd. Die hiërarchie kende een lange geschiedenis die met de scala naturæ zeker tot Aristoteles terugging en waarin ook in het christendom altijd de mens bovenaan de ladder had gestaan. Tijdens de verlichting werd deze ladder langzaam ontdaan van het theologische aspect, maar aanvankelijk werd gedacht dat er sprake was van een lineaire evolutie met de mens als teleologische uitkomst bovenaan de ladder. Er werd steeds meer bekend over mensapen, onder meer door anatomen als Petrus Camper. Camper wist aan te tonen dat de mens verschilde van de mensapen en stelde dat er daarmee geen evolutionaire continuïteit was, ingaand tegen de toetssteen van Hume. Ook wees Camper polygenisme af, de mens was volgens hem een enkele soort. Naarmate het gezag van de Bijbel in deze zaken afnam, werd een evolutionaire continuïteit echter als steeds waarschijnlijker aangenomen. Zo zag Jean-Baptiste de Lamarck een evolutie naar bipedie als mensapen gedwongen zouden zijn uit de bomen te komen. De publicaties door Charles Darwin van On the Origin of Species in 1859 en The Descent of Man in 1871 maakten ook duidelijk dat evolutie een continuüm inhield. Zo mengden de ideeën over de hiërarchie van dieren en die van mensen zich en werd de hypothese geopperd dat Afrikanen een schakel zouden zijn van mensaap naar mens in een lineaire evolutie.
Dit werd onderbouwd met craniometrie dat zich uitbreidde tot de frenologie, waarbij de eigenlijke boodschap van werken zoals die van Linnaeus en Darwin verloren ging en werden elementen ervan selectief gebruikt. Aan de hand van de afmetingen van schedels werden uitspraken gedaan over karakters van hele bevolkingsgroepen. Hoewel frenologie nog geruime tijd beoefend zou worden, ondervond het ook in die tijd al kritiek als pseudowetenschap. Zij die een Europese superioriteit voorstonden, haalden er echter ook bruikbare aanwijzingen uit. Frenoloog George Combe stelde in The Constitution of Man dat om tot de grootste perfectie te komen er begonnen moest worden met goede kiemen, daarmee vooruit lopende op de eugenetica.

#### Völkischer Nationalismus
Arthur de Gobineau verhaalde in Essai sur l'inégalité des races humaines (Verhandeling over de ongelijkheid van de menselijke rassen) uit 1853-1855 dat gunstige natuurlijke omstandigheden niet tot superieure culturen hadden geleid, maar dat superieure rassen deze tot stand hadden gebracht. Ook Gobineau zag drie rassen – blank, geel en zwart – waarbij volgens Gods wil het blanke ras over de grootste schoonheid en intelligentie zou beschikken. Door rassenvermenging waren er volgens Gobineau echter uit de drie rassen achtendertig onderrassen ontstaan. Dit zou afbreuk doen aan de superieure cultuur en deze degeneratie was daarom ongewenst. Van de onderrassen zou het Arisch ras nog de grootste raszuiverheid kennen, maar tot ondergang gedoemd zijn bij verdere vermenging waarmee de vorming van een Europees wereldrijk gepaard ging. In Frankrijk vond de ondergangsprofetie van Gobineau echter weinig weerklank.

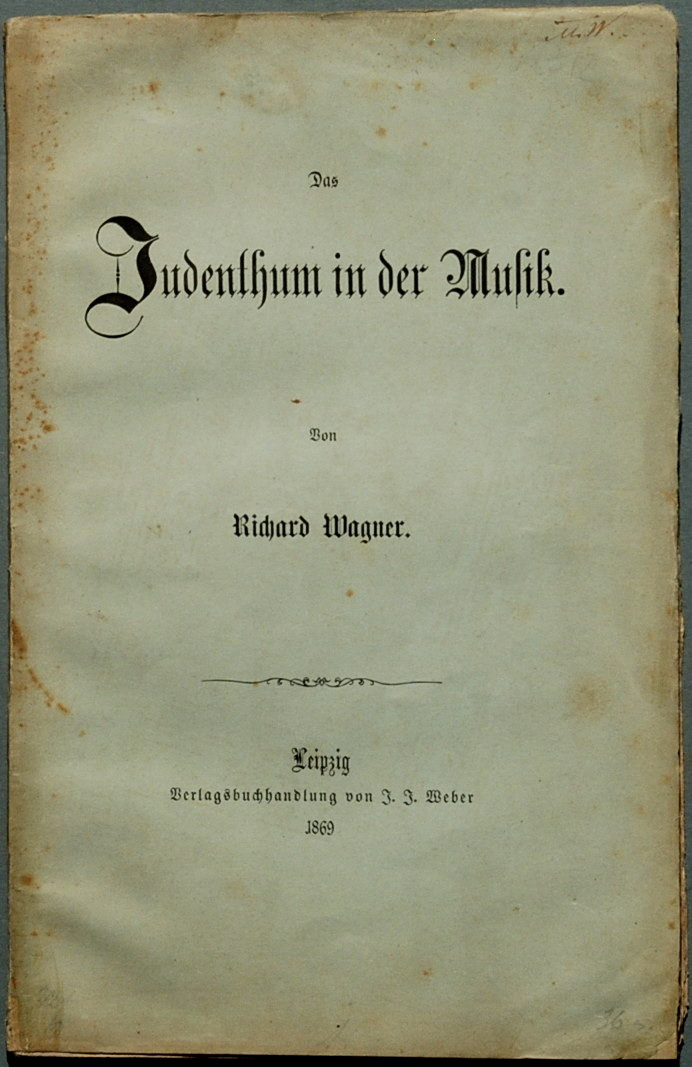
Richard Wagner kwam in Das Judenthum in der Musik uit 1869 met een artistiek antisemitisme. Componisten als Felix Mendelssohn en Giacomo Meyerbeer, die hem in zijn carrière geholpen hadden, zouden door hun ras oppervlakkige muziek maken

Met de componist Richard Wagner bouwde Gobineau een vriendschap op. Anders dan Gobineau dacht Wagner dat het Arische ras niet verdoemd was, maar dat er een regeneratie zou zijn. Wagner had in 1850 in het onder een pseudoniem gepubliceerde Das Judenthum in der Musik al blijk gegeven van antisemitisme en droeg bij aan het idee dat joden nooit werkelijk deel uit konden maken van de Duitse natie. Dit speelde zich af binnen de context van het romantisch nationalisme en het etnisch nationalisme. Waar de joden door Voltaire nog veroordeeld werden vanwege hun vermeende religieuze fanatisme en weerstand tegen de rede, veroordeelden romantisch nationalisten hen vanwege een vermeende extreem rationalisme. Onder invloed van de völkische Bewegung groeide dit uit tot het völkischer Nationalismus.
Houston Stewart Chamberlain baseerde zich op Gobineau en in Die Grundlagen des neunzehnten Jahrhunderts uit 1899 zette Chamberlain het Indo-Europese of Arische volk neer als erfgenamen van het Romeinse Rijk. Op het moment dat Germaanse stammen het Romeinse Rijk vernietigden, zou dit al in handen zijn geweest van de joden en andere niet-Europese volkeren. Joodse financiële aangelegenheden zouden ten grondslag liggen aan alle oorlogen. Joden en Ariërs zouden de enig overgebleven pure rassen zijn die zouden strijden om wereldoverheersing waarbij er maar een succesvol kon zijn. Waar Joden volgens Wagner nog Duitsers konden worden door te bekeren, hing Chamberlain een biologisch determinisme aan waardoor dit niet mogelijk zou zijn. Die Grundlagen werd zeer succesvol, niet alleen in Duitsland, maar ook in het buitenland werd het geprezen.

### Institutioneel racisme
Institutioneel racisme (ook bekend als structureel racisme, staatsracisme of systemisch racisme) is rassendiscriminatie door overheden, bedrijven, religies of onderwijsinstellingen of andere grote organisaties met de macht om het leven van veel individuen te beïnvloeden. De Amerikaanse burgerrechtenactivist Stokely Carmichael zou de term eind jaren 1960 hebben gemunt. Institutioneel racisme werd door Sir William Macpherson in het Lawrence-rapport uit 1999 omschreven als: Het collectieve falen van een organisatie om mensen een gepaste en professionele service te verlenen vanwege hun kleur, cultuur of etnische afkomst. Het kan worden waargenomen in processen, attitudes en gedragingen die op discriminatie neerkomen door onbewuste vooroordelen, onwetendheid, onnadenkendheid en racistische stereotypes die bepaalde bevolkingsgroepen benadelen.
In landen kunnen groepen onbedoeld op systematische wijze uitgesloten of achtergesteld worden op het gebied als huisvesting, scholing en werk. Een lid van een groep hoeft niet zelf racistisch te zijn of te handelen om te profiteren van de sociale structuren en organisatiepatronen die de betreffende groep bevoordelen. Stokely Carmichael en Charles V. Hamilton noemden dit in 1967 in Black Power: The Politics of Liberation institutioneel racisme.
Hoewel het begrip het mogelijk heeft gemaakt om processen in kaart te brengen die discriminatie in stand houden zonder bewust racistisch te zijn, is het ook gebruikt om persoonlijke verantwoordelijkheid te ontlopen. Dit was onder meer het geval bij de Londense Metropolitan Police waar het MacPherson Report over de moord op Stephen Lawrence institutioneel racisme als belangrijke bijdragende factor noemde.:137 Tegelijkertijd veronderstelt het begrip een homogeniteit binnen de vele instituties in een maatschappij die geen recht doet aan de diversiteit die er werkelijk is. De racisme-discussie staat hierin niet alleen. Het structure-agency-debat in de sociale wetenschappen gaat over de vraag welke factoren de grootste invloed hebben op het gedrag van mensen: sociale structuur en socialisatie of agency – het vermogen om onafhankelijk te handelen en eigen keuzes te maken. Volgens Ali Rattansi is het in onderzoeken dan ook zinvoller om racisme specifieker te benoemen In social research, again, the idea of racialization, [...] highlighting varying degrees and types of racism is more useful than the concept of institutional racism.:138 Daarbij zouden ook andere denigrerende houdingen meegenomen moeten worden, zoals vrouw- en homo-onvriendelijkheid. Ook achterliggende redenen bij dit gedrag kunnen een combinatie van factoren zijn, zoals racisme, klassenonderscheid en het tonen van mannelijkheid.
Hoewel het in onderzoek en debat veelal een te algemeen begrip is, laat het wel zien hoe racisme kan doorwerken in een maatschappij zonder al te zichtbaar te zijn. In plaats van gedwongen segregatie kan er sprake zijn van informele separatie.
Institutioneel racisme kan ook zinvol zijn om begrippen te kaderen, zoals het vereisen van irrelevante toelatingseisen voor een opleiding of beroep. Ook het cumulatieve karakter van ongelijkheid valt hieronder. Een combinatie van weinig economisch, cultureel en sociaal kapitaal met slechte huisvesting, weinig opleiding en lokale werkgelegenheid kunnen sociale mobiliteit tegenwerken. Ook kan het laten zien dat oude racistische patronen nawerken, zoals in verpauperende arbeiderswijken waar de dominerende groep uit is weggetrokken. Het effect is te zien bij achterblijvende salarissen en werkgelegenheid en een hogere zuigelingensterfte. Hier ontstond ook discussie over in hoeverre dit te wijten is aan verbloemd racisme, dan wel aan algemeen geldende sociologische en economische factoren, aan culturele achterstand, of zelfs een lager IQ zoals Richard J. Herrnstein en Charles Murray stelden in hun controversiële The Bell Curve.
Er is onderzoek dat aantoont dat er discriminatie op de arbeidsmarkt voorkomt, wat het moeilijker kan maken om de armoedecyclus te doorbreken. You do not take a person who, for years, has been hobbled by chains and liberate him, bring him up to the starting line of a race and then say, “you are free to compete with all the others,” and still justly believe that you have been completely fair.
Om die cyclus te doorbreken wordt wel positieve discriminatie toegepast. Positieve discriminatie kan weer tegenstand oproepen bij groepen die hechten aan een beoordeling die louter steunt op kennis, kunde, inzet en intelligentie.

## Racistische ideologieën

### Europees imperialisme
De positie van de Rooms-Katholieke Kerk varieerde met de tijd en negeerde slavernij aanvankelijk. Met de oprukkende kerstening verminderde het aantal niet-christenen en verdween de slavernij langzaam uit West-Europa om vervangen te worden door lijfeigenschap dat praktisch gezien weinig van slavernij verschilde, maar door het arbeidstekort na de Zwarte Dood grotendeels verdween. Slavenhandel werd veelal immoreel gevonden, maar ook hier veranderde de morele positie met de praktijk. Het Iberisch Schiereiland had al Afrikaanse slaven en de behoefte daaraan groeide met de Portugese ontdekkingsreizen waarbij de Atlantische eilanden gekoloniseerd werden. Met de Dum diversas uit 1452 en de Romanus Pontifex uit 1454 gaf paus Nicolaas V toestemming om niet-christenen tot slaaf te maken als missionaire activiteit.

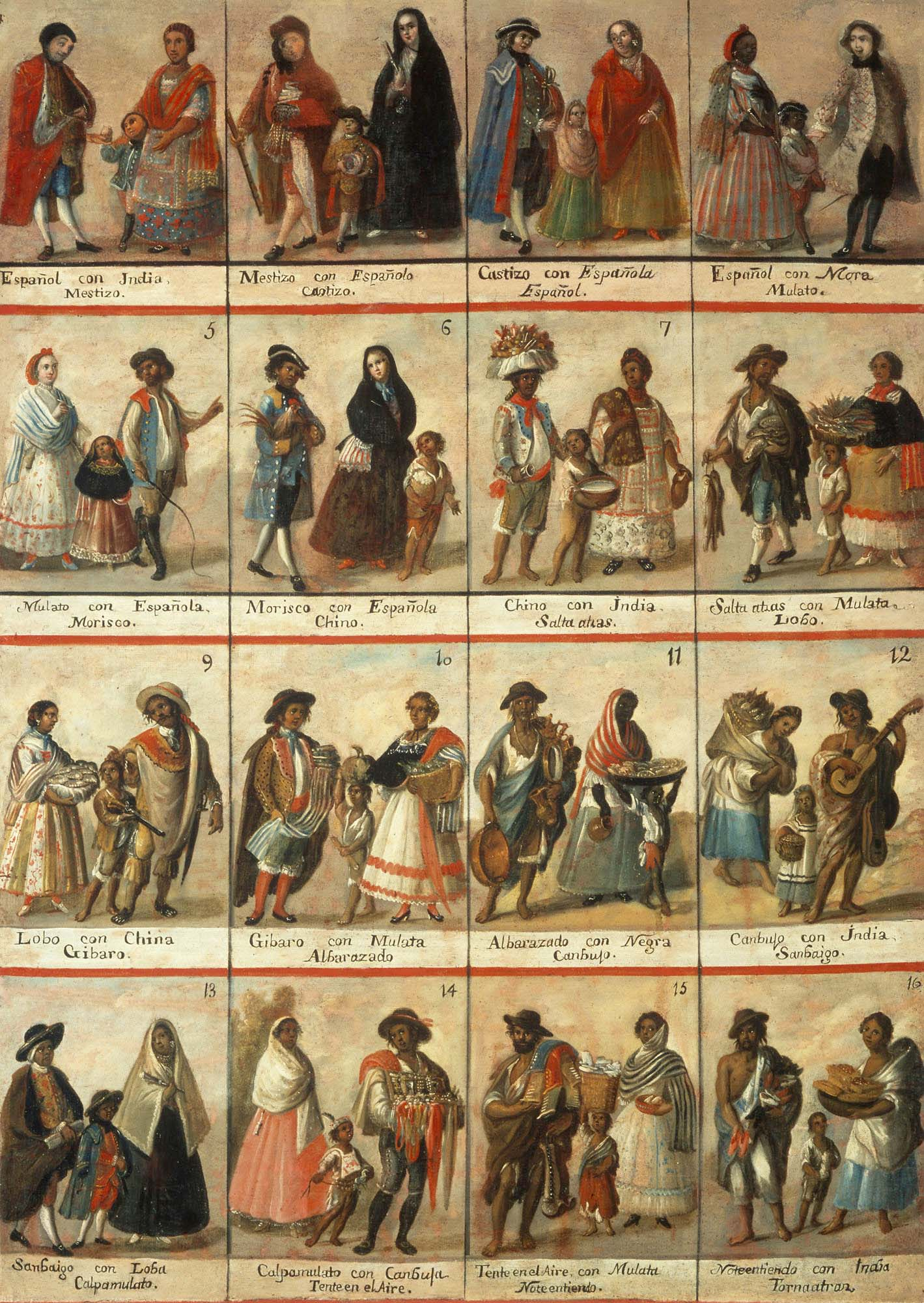
Zestien combinaties van casta's

Bij hun ontdekkingsreizen troffen de Spanjaarden volkeren aan die niet een van de wereldreligies beleden die het christendom betwistten. Het was voor de Spanjaarden de vraag of deze een oer-onschuld hadden of tot de monsterlijke rassen behoorden. De laatste benadering werd gekozen om de lokale bevolking te onderwerpen aan het wrede encomienda-systeem. Het aristotelische concept van natuurlijke slavernij zou van toepassing zijn op hen die van nature barbaren zijn, ongeschoold en onmenselijk. Uiteindelijk werd de inheemse bevolking echter vooral bekeerd en niet meer tot slaaf gemaakt, al werd deze nog steeds als minderwaardig beschouwd. Opportunisme lijkt ook een rol te hebben gespeeld bij de acceptatie van gemengde relaties. Doordat er maar weinig Spaanse en Portugese vrouwen naar de Nieuwe Wereld migreerden, werd de doctrine van zuiver bloed nauwelijks toegepast op mesties, kinderen met Iberische en inheemse ouders. Wel voerden de Spanjaarden in deze periode waarin de Hispanidad werd gevormd een rassenscheiding in naar de mate van menging met de inheemse bevolking, maar dit uitgebreide casta-systeem werd door de grote variatie uiteindelijk teruggebracht naar blank, mesties en indiaan.
Afrikanen konden net als de indianen ook als te bekeren heidenen beschouwd worden, maar de Spanjaarden maakten een onderscheid tussen indianen die in het Spaanse Rijk leefden en Afrikanen die buiten die jurisdictie leefden. Tijdens een rechtvaardige oorlog mochten wel slaven gemaakt worden en de Spanjaarden hadden nu eenmaal geen zeggenschap over de rechtvaardigheid van een oorlog buiten hun eigen gebied. De koop van al tot slaaf gemaakten werd als rechtvaardig beschouwd tenzij er bewijs van onrechtvaardigheid was. Slavernij gaf daarna de mogelijkheid om deze heidenen te kerstenen.:33
Zo werd Spanje de voorloper van de verschuiving van de religieuze intolerantie in de Middeleeuwen naar het racisme van de Moderne Tijd. Dit was ook de periode waarin zich in veel Europese landen steeds meer een nationale identiteit vormde. De Spaanse politiek onderscheidde zich van het latere racisme door de sterke overtuiging een voorvechter te zijn van het ware geloof in een tijd die ook gekenmerkt werd door de strijd voor de contrareformatie. Slavernij werd religieus verdedigd, maar dat lag ingewikkelder bij bekeerde Afrikaanse slaven. In de zestiende eeuw werden in navolging van de islam zowel slavernij als een zwarte huid onderdeel van Chams vloek. Niet toevallig vond dit plaats ten tijde van de opkomst van de trans-Atlantische slavenhandel. De wrede houding van de conquistadores leidde tot het ontstaan van de zwarte legende, wat in Noordwest-Europa als propaganda tegen de Spanjaarden werd gebruikt. Zodra de Britten en Nederlanders echter in een positie waren om slaven te verhandelen, werd ook hier slavernij goedgepraat. Grootscheepse manumissie bleef achterwege door slaven niet meer te dopen. De Nederlandse en Britse koloniën kenden dan ook relatief weinig zendingswerk.
Theologisch gezien was het moeilijk te verenigen dat bij joden door de doop hun erfelijke schuld kwijtgescholden werd, maar dat Afrikanen in slavernij werden gehouden. Het was dan ook vooral volksgeloof dat het Chammotief in stand hield, niet een officiële ideologie. Zolang er weinig protest tegen slavernij was, was er ook geen behoefte aan zo'n volledig uitgewerkte ideologie. Het volksgeloof zette daarentegen wel door, onder meer via wetgeving. In Brits Amerika werden christelijke slaven aanvankelijk net als veel Britten als contractarbeiders geregistreerd om zo te voorkomen dat christenen als slaaf zouden worden benoemd. Massachusetts werd in 1641 met de Body of Liberties de eerste staat waar officieel slaven werden gehouden. In 1705 werd in Kolonie Virginia in An act concerning Servants and Slaves vastgelegd dat bekering geen reden was om een slaaf vrij te laten. Daarmee verschoof de rechtvaardiging voor slavernij van heidendom zelf naar heidense afkomst en daarmee impliciet van een religieus naar een racistisch argument. Om die overstap volledig te maken, moest de van oudsher hiërarchische samenleving paradoxaal genoeg eerst meer egalitair worden. Dit zou het geval zijn na de Atlantische revoluties van de verlichting.
De Joden ondervonden ook religieuze segregatie, zoals vanaf 1516 in de Joodse wijk Ghetto in Venetië, de naamgever van de getto's waar Joden afgezonderd moesten leven. Binnen Europa ondervonden echter niet alleen de joden en moslims vooroordelen en discriminatie. Aan de buitenkant van het continent werden de Ieren en enkele Slavische volkeren hier het slachtoffer van. Onder Elizabeth I wisten de Engelsen in 1603 de Negenjarige Oorlog te winnen en voltooiden zo de verovering van Ierland door de Tudor-dynastie. Daarmee kwam een einde aan Keltisch Ierland en begonnen de Engelse volksplantingen in Ierland met onder meer het verjagen van de Gaels uit Dublin naar Irishtown. De veelal pastorale katholieke bevolking werd verdreven en vervangen door protestantse Britse boeren. In de twaalfde eeuw gaf Gerald van Wales na de Normandische verovering van Ierland al blijk van grote minachting voor de Ieren. Ze zouden naakt en ongewapend ten strijde trekken. Zo begon de vorming van een Ierse mythe die mogelijk diende als rechtvaardiging voor de onderwerping van het eiland.

### Eugenetica
Francis Galton, een halve neef van Charles Darwin, stelde in 1883 in Inquiries into Human Faculty and Its Development dat het belemmerende effect van de beschaving op natuurlijke selectie opgeheven zou moeten worden met enerzijds positieve eugenetica – het aanmoedigen van de meest geschikten tot meer voortplanting – en anderzijds negatieve eugenetica – het ontmoedigen of verhinderen van de minder geschikten om zich voort te planten. In 1899 stelde Ernst Haeckel in Die Lebenswunder dat het doden van pasgeboren kreupele kinderen, zoals de Spartanen deden, niet als moord zou moeten worden gezien en dat enkele honderdduizenden ongeneeslijk zieken dood beter af zouden zijn, voor zichzelf en voor de maatschappij. Alfred Ploetz ging nog een stap verder. Rassenhygiëne moest bereikt worden door sterke kinderen te stimuleren en zwakke kinderen uit te roeien. In 1905 richtte Ploetz de Gesellschaft für Rassenhygiene op om het vermeende noordische ras te beschermen. In 1911 werd de Internationale Hygiene-Ausstellung gehouden waar naast de volksgezondheid ook eugenetica onder de aandacht van het grote publiek kwam.
In 1907 in Het Verenigd Koninkrijk de Eugenics Education Society werd opgericht door Sybil Gotto en Galton om onder meer sociale hygiëne te promoten. In Zweden werd in 1922 de Statens institut för rasbiologi opgericht met Herman Lundborg aan het hoofd. In de Verenigde Staten was Madison Grant een belangrijke eugeneticus die het noordicisme aanhing met The Passing of the Great Race uit 1916. In 1921 werd de American Eugenics Society opgericht.

### Rassensegregatie
Rassensegregatie - ook wel raciale segregatie of rassenscheiding genoemd - is een scheiding van bevolkingsgroepen op grond van hun vermeende ras of etniciteit. Deze segregatie kan geografisch van aard zijn - waarbij bevolkingsgroepen gescheiden leven in eigen gebieden - maar het komt ook voor binnen een gezamenlijk leefgebied waarin de scheiding is doorgevoerd door middel van aparte faciliteiten (zoals scholen) en wetgeving voor de verschillende etnische groepen binnen de samenleving. De meeste hedendaagse samenlevingen verbieden deze vorm van racisme of keuren het af en streven naar gelijke burgerrechten voor iedereen.
Het koloniale racisme werkte soms door in samenlevingen waar voormalige slavenhouders en voormalige slaven in groten getale naast elkaar bleven wonen, zoals de Verenigde Staten en Zuid-Afrika. Tussen het einde van de Tweede Boerenoorlog in 1902 en de Unie van Zuid-Afrika in 1910 werd in Zuid-Afrika de basis gelegd voor het apartheidssysteem met rassensegregatie. Er werden inheemse reservaten gecreëerd waarmee de Afrikaanse bevolking uitgesloten werd van Zuid-Afrika zelf. Het land bepaalde echter wel de regels in de reservaten. Zo moest het blanke baasskap (de overheersing van de zwarte Zuid-Afrikanen door de blanke minderheid) intact blijven. In 1948 zouden deze reservaten omgevormd worden tot Bantoestans of thuislanden. In Australië ontstonden op dezelfde wijzen Aboriginesreservaten en in de Verenigde Staten de Indianenreservaten.

### Nazisme
Het nationaalsocialisme wist de Volksgeist uit de romantiek en de mystiek van het positieve christendom te combineren met het wetenschappelijk racisme en eugenetica. De Joden zouden volgens Hitler van nature slecht zijn:
De zwartharige Jodenjongen loert urenlang, satanische vreugde op zijn gezicht, op het nietsvermoedende meisje dat hij met zijn bloed schendt en daarmee aan haar volk ontrooft. Met alle middelen probeert hij de raciale fundamenten van het te onderwerpen volk te beschadigen. Zoals hij zelf stelselmatig vrouwen en meisjes te gronde richt, zo schrikt hij er evenmin voor terug zelfs op grotere schaal de bloedbarrières voor anderen te slopen.

Daarnaast zouden de Joden Afrikaanse troepen hebben laten doordringen tot het Rijnland, met als doel de vernietiging van het blanke ras door bastaardisering. Ook werden de in het tsaristische Rusland gefabriceerde Protocollen van de wijzen van Sion aangehaald als bewijs voor de complottheorie dat zij zouden streven naar wereldheerschappij. Hoewel Hitler het argument dat de Joden van nature slecht zouden zijn tot in het extreme doortrok, waarmee hij aansloot bij het gedachtegoed van Alfred Rosenberg, was het ingebed in het antisemitisme dat al decennialang groeide in Duitsland. Dat betekende niet dat de gehele bevolking instemde met de uitroeiing van de Joden; een groot deel daarvan vond accommodatie al voldoende.

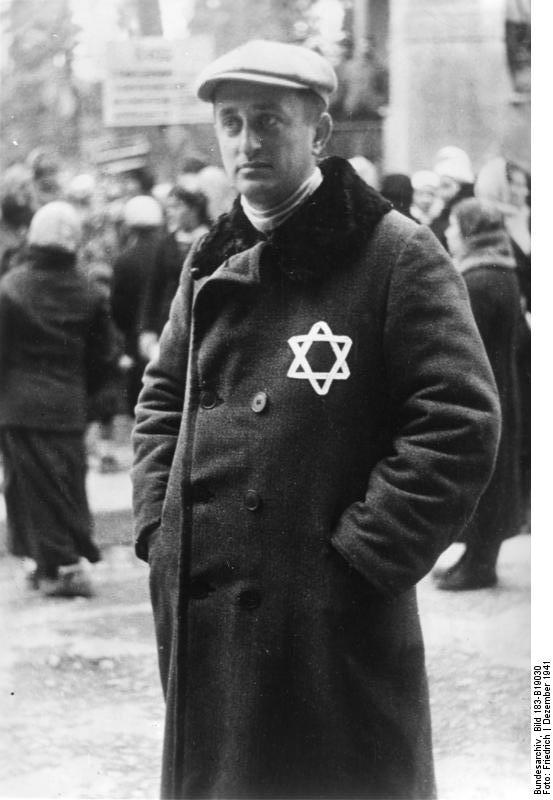
De Jodenster als onderscheidingsteken

Nadat de nazi's in 1933 aan de macht waren gekomen, werd met de rassenwetten van Neurenberg de segregatie doorgevoerd. De Joden werden binnen de nationalsozialistische Rassenhygiene als ras neergezet tegenover het Arische ras, terwijl dit rassenonderscheid daarbuiten niet gebruikelijk was. Hier werden dan ook culturele kenmerken gebruikt om tot een rassendefinitie te komen.:4-6 Het woord wordt gebruikt om vooroordelen, geweld, discriminatie of onderdrukking door opvattingen over raciale verschillen aan te duiden. Bij de rassenwetten werd onderscheid gemaakt tussen Reichsbürger die deutschblütig waren en Staatsangehörigen die dat niet waren. Daarmee werden Joden praktisch uitgesloten van kiesrecht en openbare functies. Met de Blutschutzgesetz werden huwelijken tussen beide groepen verboden. Waar in het zuiden van de Verenigde Staten de one-drop rule werd aangehouden, werd in deze wetten onderscheid gemaakt tussen volbloedjoden, halfjoden, kwartjoden en praktiserende kwartjoden die uiteindelijk allemaal een Jodenster moesten dragen. Kwartjoden die niet-praktiserend waren, zouden het Arische ras niet vervuilen. Anders dan in de Verenigde Staten en Zuid-Afrika volgde de Duitse segregatie niet uit een bestaande praktijk, maar was het een radicale ommezwaai met de jodenboycot die na de Kristallnacht van 1938 extreem werd doorgevoerd. Ook de Roma ondervonden deze segregatie en waren ook slachtoffer van de nazi-eugenetica. In 1936 werd de pseudowetenschappelijke Rassenhygienische Forschungsstelle (RHF) opgericht om onderzoek te doen naar de Roma. Vroege concentratiekampen werden vooral voor politieke gevangenen gebruikt, maar in 1936 begon de Porajmos en na de Kristallnacht werden zo'n 30.000 Joden in kampen ondergebracht om uit te monden in de Holocaust die de Endlösung der Judenfrage moest zijn. Om de Arische genetische zuiverheid te behouden, werden onder de noemer genadedoding ook gehandicapten vervolgd, culminerend in Aktion T4. Lebensborn moest het geboortecijfer verhogen om het zuiver Arisch ras te versterken. Ook onder wetenschappers als antropologen en genetici was er veel steun voor de nazi-ideologie, met de Universiteit van Jena als centrum van de rassenbiologie.
De gruwelen van het nazi-tijdperk betekenden het einde voor veel bewegingen die gebaseerd waren op vermeende raciale verschillen en manipulatie daarvan, zoals de tot dan toe geaccepteerde eugenetica in de Verenigde Staten en het Verenigd Koninkrijk. Het leidde tot de Universele Verklaring van de Rechten van de Mens van de Verenigde Naties en het Genocideverdrag. Het tegengaan van racisme was een van de hoofdtaken bij de oprichting van UNESCO: That since wars begin in the minds of men, it is in the minds of men that the defences of peace must be constructed; [...] That the great and terrible war which has now ended was a war made possible by the denial of the democratic principles of the dignity, equality and mutual respect of men, and by the propagation, in their place, through ignorance and prejudice, of the doctrine of the inequality of men and races;
In 1950 werd The Race question gepubliceerd waarvoor wetenschappers uit verschillende landen onder meer stelden: mankind is one: that all men belong to the same species, Homo sapiens.

### Apartheid
Een van de weinige landen waar na de oorlog deze universalistische tendens geen navolging kreeg, was Zuid-Afrika. Hier behaalden de Herenigde Nasionale Party en de Afrikaner Party in de verkiezingen van 1948 de macht, wat het begin van het apartheidsregime markeerde. Wel werd het antisemitisme van voor de oorlog niet meer benadrukt. Het swart gevaar was het centrale thema van de verkiezingen geweest en blanke Joden vielen daar buiten. Ook werd toenadering gezocht tot de nieuwe staat Israël, allebei landen die probeerden geen partij te worden in de Koude Oorlog, daarmee het begin markerend van de Israëlisch-Zuid-Afrikaanse betrekkingen. Met de dekolonisatie groeide het aantal Afrikaanse landen dat protesteerde tegen het apartheidsbeleid, maar waar ook communistische invloeden gevreesd werden. Van dat vermeende rooi gevaar werd gebruikgemaakt om stilzwijgende internationale steun te behouden.
De latere premier Hans Strijdom gaf in 1948 in het Parlement van Zuid-Afrika vanuit de oppositie een reactie op de relatief liberale minister Jan Hofmeyr:
The Hon. Minister of Mines rejects with contempt the principles of the white mans domination. He dismisses with scorn the herrenvolk idea. [...] Are we ruling South Africa as a result of his stupid leadership idea? No, we are ruling South Africa today because the legislation placed the power in our hands and not in the hands of his friends. [...] But he does not want to rule the country by power.
Our policy is that the Europeans must stand their ground and must remain baas in South Africa. If we reject the herrenvolk idea and the principle that the white man can remain baas, if the franchise is to be extended to the non-Europeans, and if the non-Europeans are given representation and the vote and the non-Europeans are developed on the same basis as the Europeans, how can the Europeans remain baas? Our view is that in every sphere the European must retain the right to rule the country and to keep it white man’s country.
Volgens Eric Louw zou premier Smuts kampen met:
a somewhat exaggerated idea of the interest taken in our affairs by people in other countries and he certainly has, if I may say so, an exaggerated idea of world opinion, as represented by U.N.O. Are we to be dictated to by world opinion as to how we should run our own country? And may I ask, why this cringing attitude? Have we not recently annexed two Islands and played the part of a Great Power? Why then this cringing attitude towards world opinion? Let us look to our own affairs, and not worry about world opinion.
De belangrijkste architect van de apartheid, de latere premier Hendrik Verwoerd, onthield zich van dergelijke onomwonden uitspraken en omkleedde het eigenbelang met filosofische en theologische rechtvaardigingen. Al snel werden een reeks van apartheidswetten ingevoerd, zoals de Wet op verbod van gemengde huwelijken, de Ontuchtwet, de Wet op bevolkingsregistratie, de Groepsgebiedenwet, de Wet op Aparte Vertegenwoordiging van Kiezers, de Wet op Bantoe-onderwijs en de Wet op aparte gerieven. Met de Wet op Bantoe-overheden en de Wet op de Bevordering van Bantoe-zelfbestuur werd begonnen met de vorming van thuislanden die formeel onafhankelijk zouden zijn, waar de internationale gemeenschap niet in meeging. Zo werd de meest gesegregeerde samenleving tot dan toe gecreëerd, waarbij in toenemende mate cultureel essentialisme als rechtvaardiging werd gebruikt. Dit was gebaseerd op het romantisch nationalisme, maar zonder de Duitse nadruk op de biologische aspecten. Het idee was daarbij dat elk volk tot volle wasdom zou kunnen komen door niet met andere volken te mengen om verbastering te voorkomen. Vanuit de Nederduitse Gereformeerde Kerk werd apartheid verdedigd met een beroep op God als Hammabdil of Skeidingmaker na de toren van Babel. Daarbij baseerde onder meer Totius zich in 1944 op het idee van soevereiniteit in eigen kring van Abraham Kuyper.
Deze theologische uitleg rechtvaardigde een hiërarchisch racisme. Afrikaners zouden een uitverkoren volk zijn. Er werden aparte kerken voor niet-blanken opgericht onder voogdij van blanken. In Nederland werd dit standpunt lang verdedigd door onder meer de Gereformeerde Bond, de Gereformeerde Kerken vrijgemaakt en de Christelijke Gereformeerde Kerken, terwijl de Nederlandse Hervormde Kerk en vooral de Gereformeerde Kerken in Nederland juist vroege tegenstanders waren. De Bob Jones University in de Verenigde Staten gebruikte het argument van de toren van Babel om tot 2000 gemengde relaties te verbieden.
Het einde van de Koude Oorlog betekende ook het einde van de niche die Zuid-Afrika gebruikte om apartheid in stand te kunnen houden. De internationale antiapartheidsbeweging isoleerde het land steeds meer, terwijl na de succesvolle jaren 1960 de economische groei stagneerde doordat het de zwarte bevolking aan inkomsten ontbrak. Uiteindelijk werd in 1990 Nelson Mandela vrijgelaten en begonnen de onderhandelingen om een einde te maken aan de apartheid en werden in 1994 de eerste multiraciale verkiezingen gehouden.
Na de machtsoverdracht kregen blanke Zuid-Afrikaners op grote schaal te maken met erfaanvallen op boerderijen, de zogenaamde plaasmoorde. In dit verband wordt gesproken van omgekeerd racisme. De Zuid-Afrikaanse regering ontkent dit.

### Neokoloniaal racisme
Na de Tweede Wereldoorlog begon een proces van dekolonisatie. In het Atlantisch Handvest was onder Amerikaanse druk opgenomen dat elk volk zelfbeschikkingsrecht heeft – daarbij overigens de eigen segregatie negerend. Hoewel de Amerikanen druk uit bleven oefenen, werd het zelfbeschikkingsrecht voor zover mogelijk genegeerd door de Europese koloniale machten, zowel vanuit economische overwegingen als een vermeende communistische dreiging. Naast de Amerikaanse druk groeide de binnenlandse bewustwording in veel koloniën die ook zagen dat de moederlanden verzwakt waren door de oorlog. Dit ging regelmatig gepaard met zeer gewelddadige onafhankelijkheidsoorlogen, zoals de Indonesische Onafhankelijkheidsoorlog, de Algerijnse Oorlog, de Eerste Indochinese Oorlog en de Vietnamoorlog. De Portugese koloniale oorlog duurde nog langer, doordat de dictatuur onder Salazar weigerde om de koloniën op te geven. Het resultaat was een veelal gehaaste, weinig zorgvuldige dekolonisatie, regelmatig gevolgd door neokolonialisme. Hierbij zijn de voormalige koloniën weliswaar officieel onafhankelijk, maar economisch en ook politiek is er door de ongelijke onderhandelingsmacht veelal sprake van dependencia, onder andere via multinationale ondernemingen. Afbouw van koloniale macht ging veelal gepaard met verwesterlijking.
Door cultuurimperialisme bleven voormalige koloniën in de westerse invloedssfeer waarbij de koloniale mentaliteit nog niet was verdwenen. Zelfs bij goedbedoelde initiatieven als vrijwilligerswerk kan sprake zijn van een impliciet superioriteitsgevoel. De vraag bij voluntourism wordt dan of het gaat om goed doen of om het goed voelen. Schadelijker is echter de exploitatie die gepaard gaat met buitenlandse investeringen.
Tijdens deze periode werd ook steeds meer duidelijk welk effect de eeuwenlange onderdrukking had gehad. Jean-Paul Sartre maakte dit duidelijk in zijn voorwoord voor Léopold Senghor, een van de grondleggers van négritude:
Wat verwachten jullie toen jullie de prop weghaalden waarmee je die zwarte monden had afgesloten? Dat ze de lofzang op jullie zouden inzetten? Dachten jullie dat je in hun ogen bewondering zou lezen wanneer die hoofden, die door onze vaders met dwang tot op de grond waren gebogen, zich zouden oprichten?
Volgens psychiater Frantz Fanon was er een manichaeaans systeem ontwikkeld van goed en kwaad waarbij de gekoloniseerden het kwaad zijn. Naast dit idee van blanke superioriteit heeft dit een zwarte minderwaardigheid en uiteindelijk ontmenselijking tot gevolg.
Ook na de dekolonisatie bleven blanken het referentiepunt, zwarten waren vooral niet-blank: de blanke heeft de neger gecreëerd. Fanon streefde ernaar dat iedereen elkaar als mens zou zien en niet als kleur.
Uiteindelijk is er geen zwart of blank:
Le nègre n’est pas. Pas plus que le Blanc.
Om dat mogelijk te laten zijn, zouden beiden zich moeten zich distantiëren van het onmenselijke verleden.

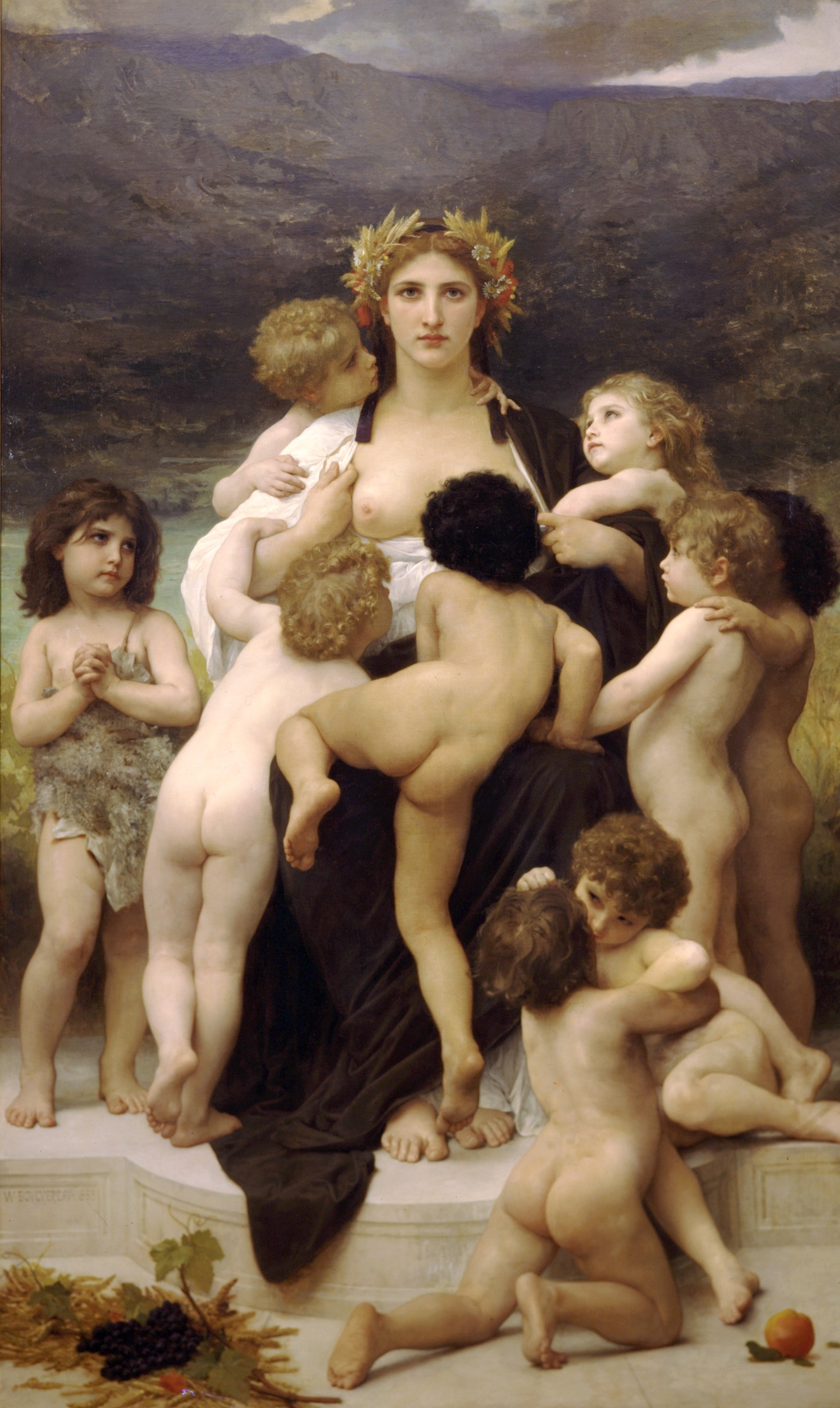
Alma Parens van William Bouguereau
Het moederland met de afhankelijke koloniën

Het koloniale verleden leeft daarnaast voort in de beeldvorming. Dit heeft gevolgen voor de representatie van onder meer de Oriënt. Onder het mom van objectieve journalistiek en geschiedschrijving konden zo volgens Edward Said karikaturale rechtvaardigingen van imperiaal beleid gebracht worden. In het invloedrijke Orientalism uit 1978 werkte Said het idee uit dat oriëntalisme op die manier bijdroeg aan het in stand houden van een onjuiste beeldvorming waarmee ingrepen in de politiek van de Oriënt aanvaardbaar werd, daarbij voorbijgaand aan de grote diversiteit die het gebied kent.
Dit idee van culturele hegemonie kon zo diep doordringen in de maatschappij. Dit geldt niet alleen voor de Europese cultuur, maar ook die van de voormalige koloniën waar blank een ideaalbeeld werd, zoals blijkt uit huidbleking in Afrika en Azië en blanqueamiento in Latijns-Amerika. De eeuwenlange onderdrukking, maar ook het eenzijdige onderwijs daarover liet bij onderworpen Afrikanen en hun nazaten diepe sporen na, zoals Anton de Kom in 1934 verwoordde:
Geen beter middel om het minderwaardigheidsgevoel bij een ras aan te kweeken, dan dit geschiedenisonderwijs waarbij uitsluitend de zonen van een ander volk worden genoemd en geprezen. Het heeft lang geduurd voor ik mijzelf geheel van de obsessie bevrijd had, dat een neger altijd en onvoorwaardelijk de mindere zijn moest van iederen blanke. Ik herinner mij, hoe het zusje van een mijner vrienden niet met haar eigen broertje wandelen wilde, omdat zijn huidskleur een schakeering donkerder was dan de hare. [...]
Geen volk kan tot vollen wasdom komen, dat erfelijk met een minderwaardigheidsgevoel belast blijft.

### Nieuw racisme
De excessen van genocide, eugenetica en segregatie in de Tweede Wereldoorlog hadden openlijk racistische regimes voor lange tijd onaanvaardbaar gemaakt in de publieke opinie. Daarmee verdwenen vooroordelen en angst echter niet, evenmin als uitgesproken racisme. De decennia van economische voorspoed na de oorlog en de vrijwel volledige werkgelegenheid bracht ook een immigratiegolf van gastarbeiders richting Europa op gang. Met de oliecrisis van 1973 kwam er een einde aan de economische groei en groeide de werkloosheid. De voedingsbodem voor een tweedeling groeide binnen de arbeidersklasse, waarbij autochtonen een werkelijke of ingebeelde rivaliteit ondervonden van allochtonen op het gebied van werk, huisvesting en opleiding. Misbruik van sociale voorzieningen door immigranten werd soms exceptioneel benadrukt.
In de Nederlandse stad Rotterdam kon het in 1972 tot de Rellen in de Afrikaanderwijk komen. Volgens Amerikaan Martin Baker ontstond er een cultureel of nieuw 'racisme' waarin er geen sprake meer is van biologische superioriteit of inferioriteit, maar de nadruk ligt op het anders zijn. Spontane xenofobie kon met een beroep op de nationale identiteit en de volksaard, op de politieke agenda verschijnen.
Margaret Thatcher stelde in 1978 dat:
[...] people are really rather afraid that this country might be rather swamped by people with a different culture and, you know, the British character has done so much for democracy, for law and done so much throughout the world that if there is any fear that it might be swamped people are going to react and be rather hostile to those coming in.
Wim Couwenberg vroeg in 1982:
Hoeveel vreemdelingen kan elk Europees cultuurvolk verdragen zonder zijn identiteit te verliezen?
Doordat de nadruk verschoof van biologische naar culturele verschillen, rees de vraag in hoeverre dit racisme was, dan wel etnocentrisme. Vakbonden en politieke partijen zoals in Nederland de Socialistische Partij zagen de import van goedkope arbeid met lede ogen aan, terwijl onder de bevolking weerstand groeide wanneer de aanpassing uit- of achterbleef. Zo relatief kort na de Tweede Wereldoorlog kregen anti-immigratiepartijen echter nog weinig voet aan de grond. Een neonationalistische richting viel echter steeds meer te ontdekken, waarbij een homogeniteit van de natie impliciet verondersteld wordt zonder de binnenlandse of regionale verschillen te benoemen. Een exponent daarvan was Samuel P. Huntington die met Clash of Civilizations uit 1996 de wereld onderverdeelde in major civilizations. Het zouden de culturele verschillen hiertussen zijn die de toekomstige conflicten zouden bepalen. Hiermee veronderstelde hij een homogeniteit binnen die major civilizations die er niet was, terwijl ze onderling meer overeenkomsten hebben dan uit deze indeling blijkt.
Dat door sommige wetenschappers onderscheide 'cultureel racisme' is aan kritiek onderhevig omdat het tot begripsinflatie zou kunnen leiden als biologisch determinisme vervangen wordt door cultureel determinisme.:8
Tegelijkertijd gaat het culturele aspect soms gepaard met een onbenoemd raciaal aspect, zoals in de onderliggende aannames van Thatcher die alleen betrekking hadden op de niet-blanke immigranten of bij Jean-Marie Le Pen die nabijheid als voorwaarde gaf:
Je préfère mes filles à mes nièces, mes nièces à mes cousines, mes cousines à mes voisines, mes voisines à des inconnus et des inconnus à mes ennemis.
Daarmee werd dit standpunt steeds meer verdedigd vanuit de stelling dat dit nu eenmaal de menselijke aard is om zich thuis te voelen tussen personen die op hem of haar lijken. Problematisch hiermee kan zijn dat groepsidentiteit gelijkgesteld wordt aan nationale identiteit. Ook wordt aangenomen dat spanningen door verschillen tussen groepen, landen en bevolkingsgroepen natuurlijk is en dat mensen alleen naar landen zouden kunnen migreren waar zij natuurlijk thuis zouden zijn.:103

## Effecten van racisme
Racisme kan verschillende effecten hebben. Door racisme leren mensen een andere groep, bijvoorbeeld voormalige inwoners van Afrika, zien als anders en minderwaardig ten opzichte van de eigen groep. Racisme kan bepaalde discriminerende maatregelen motiveren zoals het opdelen van een samenleving in blanke en zwarte gebieden, het maken van wetten waardoor bepaalde mensen minder rechten hebben dan andere (zoals vroeger de Joden, Sinti en Roma in nazi-Duitsland op basis van de Neurenberger wetten). Doordat een groep die een bepaalde huidskleur heeft, als slecht beschouwd wordt, krijgen alle leden van die groep te maken met discriminatie (achterstelling) op gebieden zoals werk, huisvesting en onderwijs.

### Effect op individuen
Racisme kan zowel de dader als het slachtoffer psychisch sterk beïnvloeden. Het slachtoffer, van welke huidskleur dan ook, voelt zich vaak aangevallen of uitgesloten en kan hierdoor bijvoorbeeld minderwaardigheidsgevoelens krijgen en gefrustreerd raken.

### De zondebok
De groepen waartegen racisme gericht is, worden er vaak van beschuldigd de oorzaak te zijn van de problemen die een bepaald land of een bepaalde streek teisteren, zoals werkloosheid, overbevolking en inflatie. In de praktijk kunnen deze groepen soms juist het zwaarst worden getroffen door deze crises.
In nazi-Duitsland waren Joden, Sinti en Roma (en intellectuelen, communisten, liberalen) de zondebok: zij kregen de schuld van alle maatschappelijke problemen, en de deportatie en/of uitroeiing van deze groepen zou alle problemen oplossen.
Sigmund Freud, zelf van Joodse afkomst, heeft, wijzend op de gedachte dat iedere groep een zondebok kent, opgemerkt dat het antisemitisme ouder is dan het jodendom.

### Effect op de samenleving
Racisme heeft effect op individuen, maar ook op de samenleving als geheel. Racisme wordt weleens beschouwd als een verdeel-en-heerstactiek, die mensen tegen elkaar opzet om ze verdeeld te houden. Door winkels en bedrijven van bepaalde etnische groepen te boycotten, neemt de economische efficiëntie af. Openlijk geweld kan leiden tot een afname van het veiligheidsgevoel en vertrouwen in de regering. Ook kan racisme binnen een land de internationale reputatie van het land verslechteren, waardoor het diplomatiek geïsoleerd raakt of zelfs doelwit wordt van internationale (handels)sancties, zoals Zuid-Afrika tijdens de apartheid.

## Bestrijden van rassendiscriminatie

### Juridisch
Een groot aantal landen in de wereld heeft mensenrechten ingeschreven in zijn grondwet. In Europa erkennen veel landen bijvoorbeeld het Europees Verdrag voor de Rechten van de Mens, dat op zijn beurt gebaseerd is op de Universele Verklaring van de Rechten van de Mens.
Met het aannemen van deze verklaringen bestempelen regeringen alle vormen van discriminatie, waaronder discriminatie op grond van ras, moreel verwerpelijk en juridisch strafbaar. Er is een breed maatschappelijk draagvlak voor deze wetten.

### Klachten
Iedere burger kan een klacht indienen wegens discriminatie. In België zijn er, naast de reguliere gerechtelijke instellingen waar burgers klachten kunnen indienen, twee specifieke organisaties die vaak klachten over discriminatie behandelen en opvolgen: het Interfederaal Gelijkekansencentrum en de Liga voor de Mensenrechten. In Nederland houdt de Commissie Gelijke Behandeling zich bezig met de bestrijding van discriminatie.

### Sport en racisme
De sportwereld, met name het voetbal, is niet vrij van racistische uitingen van supporters. In dit verband startte de Europese voetbalbond UEFA een campagne tegen racisme in stadions. Vlak voor de aftrap van de beide halve finales van het Europees kampioenschap op 25 en 26 juni 2008 spraken de ploegaanvoerders van de elftallen een boodschap uit tegen alle vormen van racisme en riepen op om vreedzaam samen te leven met personen die een andere huidskleur hebben.

### Academisch
De Deense leerkracht Steen Cnops Rasmussen ontwikkelde de voorloper van Youth On The Run in 1991 uit bezorgdheid over de toenemende intolerantie tegenover migranten. Het programma laat jongeren de rol van vluchtelingen aannemen om empathie te creëren en hen bewust te maken van de uitdagingen en vooroordelen die vluchtelingen ervaren. Het doel is racisme te verminderen en een meer inclusieve samenleving te bevorderen.
Academische kritiek op racisme komt onder andere vanuit kritische rassentheorie.

## Kritiek
De Vlaamse filosoof Maarten Boudry betreurt dat de term 'racisme' steeds vaker wordt uitgebreid, zodat ook kritiek op culturen daar volgens sommige activisten onder valt – onder het label 'cultureel racisme'. Boudry stely dat racisme verwijst naar de haat, benadeling, uitsluiting en/of discriminatie van mensen omwille van onveranderlijke biologische kenmerken. Ideeën zitten niet in onze genen, en culturen hebben geen huidskleur, daardoor is kritiek op culturen volgens Boudry geen racisme. Door het onderscheid te vertroebelen tussen ideeën en mensen die ze aanhangen, vervallen aanhangers van de term cultureel racisme uiteindelijk zelf in racisme, want ze stellen dat een bepaalde cultuur samenvalt met een bepaald ras.

## Onderzoek naar verband IQ en racisme
De onderzoeker G. Hodson (Brock University, Ontario) schreef in Psychological Science dat kinderen met een lager IQ in hun volwassen leven sterker racisme kunnen vertonen.
Eerder onderzoek wees al uit dat er een correlatie is tussen een laag scholingsniveau en een hogere graad van etnocentrisme. Een verklaring hiervoor kan zijn dat laaggeschoolden vaak in migrantenwijken (moeten) wonen en dus, veel meer dan de maatschappelijke bovenlaag, te maken hebben met de nadelen van multiculturaliteit. Ook kan een lager scholingsniveau (in de zin van een informatie-achterstand) leiden tot het koesteren van meer vooroordelen jegens andere rassen. Deze bevindingen kunnen leiden tot een conclusie dat een hogere scholingsgraad kan leiden tot een daling van racisme.
Een aanvullende verklaring voor de waargenomen relaties is dat extremistische politici minder intelligente kiezers aantrekken door het gebruik van stereotypen. Deze stereotypen zouden het voor zulke kiezers eenvoudiger maken om de complexe wereld te begrijpen, zonder rekening te moeten houden met nuances.

## Internationale antiracisme-conferentie 2009
In april 2009 werd in Genève de Durban Review-conferentie gehouden, die door diverse landen, waaronder Nederland, om politieke redenen werd geboycot.